# Gert Bongers
Gert Bongers (Voorst, 22 de agosto de 1946) es un deportista neerlandés que compitió en ciclismo en la modalidad de pista. Ganó una medalla de oro en el Campeonato Mundial de Ciclismo en Pista de 1967, en la prueba de persecución individual.

## Medallero internacional
| Campeonato Mundial | Campeonato Mundial       | Campeonato Mundial | Campeonato Mundial         |
| Año                | Lugar                    | Medalla            | Competición                |
| ------------------ | ------------------------ | ------------------ | -------------------------- |
| 1967               | Ámsterdam (Países Bajos) | Medalla de oro     | Persecución individual (A) |